# Suha krajina

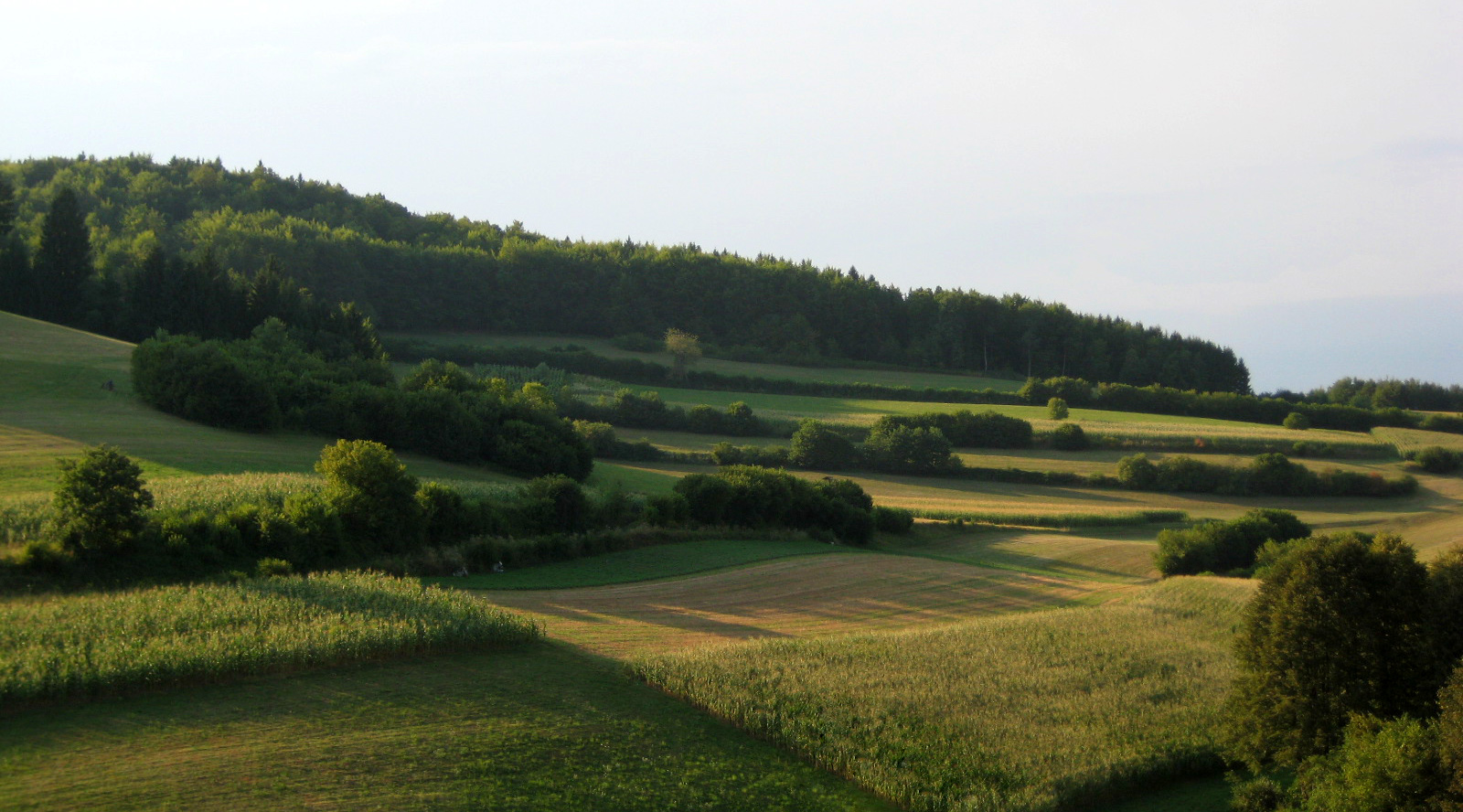
Blick über Felder in der Suha krajina

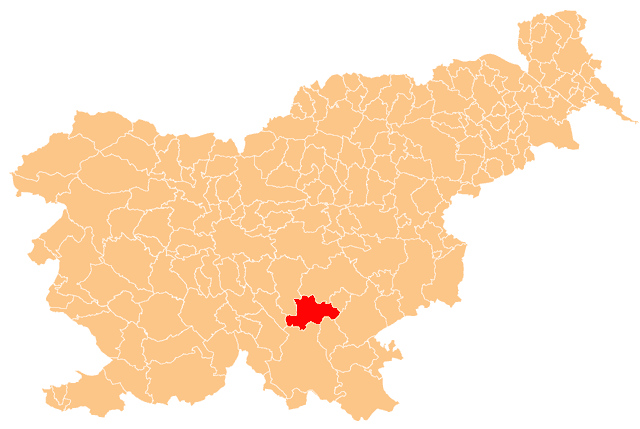
Lage von Žužemberk in Slowenien

Die Suha krajina (deutsch: Dürrenkrain) ist eine Karstlandschaft in der Dinarischen Großregion im nordöstlichen Teil der Unterkrain (Dolenjska) mit dem Zentrum in Žužemberk (Seisenberg) in Slowenien. Der Name leitet sich von dem aus Kalkstein gebildeten Boden ab, der in der Oberschicht wenig Wasser halten kann.

## Landschaft
Nach Süden wird das Gebiet vom Höhenzug der Mala gora begrenzt. In der Suha krajna entspringt in der Nähe des kleinen Dorfs Gradiček der Fluss Krka.

## Wirtschaft
Die Suha krajina gehört zu den am wenigsten entwickelten Gebieten in Slowenien; die Eisenindustrie und der Bergbau, die im 19. Jahrhundert noch einige Bedeutung hatten, entwickelten sich wegen der schlechten Verkehrsanbindung rückläufig. Die Eisenbahnlinien von Grosuplje nach Novo mesto und nach Kočevje umgehen das Gebiet weiträumig, auch die Autobahn von Ljubljana nach Zagreb läuft nördlich an ihm vorbei. Die Mehrheit der Bewohner der Suha krajina arbeitet in der Landwirtschaft.